# Bathyraja hesperafricana
Bathyraja hesperafricana es una especie de pez de la familia de los Rajidae en el orden de los Rajiformes.

## Morfología
Los machos pueden llegar a alcanzar los 342 cm de longitud total.

## Reproducción
Es ovíparo y las hembras ponen huevos envueltos en una cápsula córnea.

## Hábitat
Es un pez marino y de aguas profundas que vive entre 750-2000 m de profundidad.

## Distribución geográfica
Se encuentra en el océano Atlántico oriental central: desde Mauritania hasta el Gabón.

## Observaciones
Es inofensivo para los humanos.